# 阿尔萨斯圆顶峰
阿尔萨斯圆顶峰（法語：Ballon d'Alsace，發音：[balɔ̃ dalzas]，發音：[ˈɛlzɛsɐ ˈbɛlçn̩]）是法国孚日山脉南部的一座山峰，位于上莱茵省、孚日省和贝尔福地区省边界上。
该地区分属两个大区、四个省和四个市镇：
- 塞文（大東部大區上莱茵省）
- 摩泽尔河畔圣莫里斯（大東部大區孚日省）
- 普朗谢莱米讷（勃艮第-弗朗什-孔泰大区上索恩省）
- 勒皮（勃艮第-弗朗什-孔泰大区贝尔福地区省）

阿尔萨斯圆顶峰作为圆顶峰三角的西角和圆顶峰日历系统的中心点，在神话中具有重要意义。